# Grandi cacciatori
Pour plus de détails, voir Fiche technique et Distribution.
Grandi cacciatori est un film italien réalisé par Augusto Caminito et sorti en 1988.

## Synopsis
Klaus Naginsky, un chasseur alcoolique, recherche une panthère mythique qui a tué sa jeune fiancée.

## Fiche technique
- Réalisation : Augusto Caminito
- Scénario : Augusto Caminito, Antonino Marino
- Photographie : Romano Albani
- Musique : Luigi Ceccarelli
- Montage : Nino Baragli
- Genre : Film d'aventures
- Durée : 98 minutes
- Date de sortie :
  - Italie : 1988

## Distribution
- Klaus Kinski : Klaus Naginsky
- Thomas Attguargarvak : chasseur esquimau
- Roberto Bisacco : Hermann
- Deborah Caprioglio : Deborah
- Brian Cooper : l'officier
- Bob Crocket : chasseur norvégien
- Moser Dangwa : Gubai
- Absalom Dhikinya : le chamane
- Nick Duggan : braconnier africain
- Graham Early : braconnier africain
- James Haas : chasseur norvégien
- Roger Heacham
- Michael Hoffmann : Guardia
- Albert Jones : chasseur africain
- Harvey Keitel : Thomas
- Steven Ningeok : chasseur esquimau
- Rossahn Peetok : chef des esquimaux
- Iris Peynado : Nera
- Yorgo Voyagis : chef des chasseurs